# 十善业道经
十善业道经，中文版本为唐朝实叉难陀翻译。北宋時由施護重新翻譯，名為《佛為娑伽羅龍王所說大乘經》（Sāgara-nāga-rāja-paripṛcchā），實為西晋月支國沙門竺法護譯《海龍王經》第十一品《十德六度》的異譯，记载了释迦牟尼佛在娑竭罗（意为：咸水海）龍宫，為龍王所宣说的十善業道因果。經中說明，諸佛菩薩有一方法，能除掉一切痛苦，远离恶道。这个方法就是修行十善業道，即从行为上远离杀生、偷盗、邪淫；从语言上远离妄语（说谎）、两舌（挑唆）、恶口（语言粗俗）、绮语（花言巧语）；从思想上远离贪欲、瞋恚、愚痴。离此十种恶业，就称之为十善。无论大乘佛教還是部派佛教，都视十善业是佛法修行的最基本方法。

## 介绍
释迦牟尼佛在十善业道经中,详细的说明了十恶业将受的各种苦楚果报，以及修行遵守十善业的功德，列出如下：
1. 离杀生者成就十種离恼法；
2. 离偷盗者得十种可保信法；
3. 离邪淫得四种智所赞法；
4. 离妄语者得八种天所赞法；
5. 离两舌者得五种不可坏法；
6. 离恶口者得成就八种净业；
7. 离绮语者得成就三种决定；
8. 离贪欲者得成就五种自在；
9. 离嗔恚者得八种喜悦心法；
10. 离邪见者得成就十功德法。[1]